# Girard (prénom)
Pour les articles homonymes, voir Girard.
Cette page présente le prénom Girard ainsi que ses variantes.
Girard est un prénom français. 

## Origine
Girard est un nom de personne d'origine germanique, Gerhard (ger = lance + hard = dur). C'est l'équivalent du prénom Gérard.

## Fête
Ce prénom est fêté le 4 novembre.

## Personnalités portant ce prénom
- Pour l'ensemble des articles sur les personnes portant ce prénom, consulter :
  - la liste des articles dont le titre commence par ce prénom
  - les listes produites par Wikidata : Liste des personnes de prénom « Girard » — même liste en incluant les éventuels prénoms composés qui contiennent « Girard ».